# Otaku ni koi wa muzukashii
Otaku ni koi wa muzukashii (ヲタクに恋は難しい "Yêu một otaku thật là khó") là một web manga Nhật Bản dài tập được viết và vẽ minh họa bởi Fujita. Lần đầu được đăng tải trực tuyến trên Pixiv vào ngày 17 tháng 4 năm 2014, sau đó chuyển đến Comic Pool (một dự án xuất bản web manga của Ichijinsha và Pixiv) để tiếp tục sáng tác từ ngày 6 tháng 11 năm 2015 và cho đến tháng 7 năm 2021. Ichijinsha bắt đầu phát hành manga trên bản in ngày 30 tháng 4 năm 2015 và đã xuất bản được 10 tập. Một anime chuyển thể được A-1 Pictures cho lên sóng từ tháng 6 đến tháng 8 năm 2018 trên khung giờ noitaminA.

## Cốt truyện
Narumi, một nữ nhân viên văn phòng nhưng giấu cách sống fujoshi của mình khỏi mọi người, và Hirotaka, một cậu thanh niên đẹp trai và là một otaku game. Cả hai có vẻ như là được sinh ra dành cho nhau, nhưng mà thật khó để yêu một otaku.

## Nhân vật
Momose Narumi (桃瀬 成海)
Lồng tiếng bởi: Date Arisa 
Narumi là một otaku fujoshi, cô cũng thích otome game, và idol. Cô đổ lỗi cho việc trở thành một otaku vì những khó khăn trong cuộc sống và cô cố gắng giữ bí mật này, đặc biệt là trong công việc. Cô cũng là bạn thời thơ ấu và bạn gái của Nifuji Hirotaka.
Nifuji Hirotaka (二藤 宏嵩)
Lồng tiếng bởi: Itō Kento
Hirotaka là otaku gamer và bạn trai của Narumi, anh đã yêu cô từ thuở nhỏ. Hirotaka là một otaku game dành phần lớn thời gian rảnh chơi game và không như Narumi, anh không quan tâm mọi người biết anh là một otaku. Anh cũng rất thu hút các cô gái cùng công ty, mặc dù anh có vẻ không bận tâm mấy.
Koyanagi Hanako (小柳 花子)
Lồng tiếng bởi: Sawashiro Miyuki
Koyanagi là tiền bối của Narumi tại nơi làm việc, cô được biết là một otaku cosplayer nổi tiếng thưòng cosplay con trai. Cô cũng chơi game và đọc manga yaoi. Koyanagi đang hẹn hò với Kabakura.
Kabakura Tarō (樺倉 太郎)
Lồng tiếng bởi: Sugita Tomokazu
Kabakura là đồng nghiệp của Hirotaka tại công ty và là một otaku nhẹ; anh thích các anh hùng và bishojo. Kabakura từng là tiền bối của Koyanagi thời Cao trung. Mặc dù đang hẹn hò nhưng hai người cũng hay cà khịa và cãi nhau nảy lửa.
Nifuji Naoya (二藤 尚哉)
Lồng tiếng bởi: Kaji Yūki
Naoya là cậu em trai vui vẻ của Hirotaka; một sinh viên đại học. Narumi gọi cậu là "Nao-chan". Naoya quan tâm rất sâu sắc đến anh trai cậu, và lặng lẽ lo lắng về anh và bản chất hướng nội của anh ấy. Không như anh mình, Naoya không phải otaku, và chơi game rất tệ.
Sakuragi Kō (桜城 光)
Lồng tiếng bởi: Yūki Aoi
Sakuragi là một game thủ solo sống cách biệt xã hội từ trường đại học của Naoya với thói quen nói "Tôi xin lỗi". Bản chất ẩn dật của Sakuragi ban đầu khiến Naoya nhớ về anh trai mình và do đó quyết định trở thành bạn chơi game của Sakuragi. Naoya không biết Sakuragi là con gái.

## Sản xuất
Ban đầu, Fujita bắt đầu đăng truyện lên Pixiv (một cộng đồng online tiếng Nhật cho các họa sĩ) như một tác giả tân binh. Ichijinsha sau đó ra mắt một tạp chí manga kỹ thuật số với tiêu đề Pixiv Comic Pool, và bắt đầu xuất bản truyện tranh một cách thường xuyên. Manga đã được chọn cho Comic Pool vì nó là tác phẩm phổ biến nhất trên Pixiv. Vào ngày 30 tháng 4 năm 2015 Ichijinsha bắt đầu xuất bản truyện tranh trong ấn phẩm.

## Truyền thông

### Manga
Bộ truyện được xuất bản thành trọn bộ mười một tập tính đến tháng 10 năm 2021, với tập đầu tiên bắt đầu phát hành từ ngày 30 tháng 4 năm 2015. Bộ truyện tranh được phát hành bằng tiếng Anh bởi Kodansha Comics.

#### Danh sách tập truyện
| #  | Ngày phát hành Tiếng Nhật                                           | ISBN Tiếng Nhật |
| -- | ------------------------------------------------------------------- | --- |
| 1  | 30 tháng 4 năm 2015                                                 | 978-4-75-800846-4                                                                                                   |
| 2  | 31 tháng 3 năm 2016                                                 | 978-4-75-800899-0                                                                                                   |
| 3  | 23 tháng 12, 2016                                                   | 978-4-75-800934-8                                                                                                   |
| 4  | 26 tháng 7 năm 2017                                                 | 978-4-75-800951-5                                                                                                   |
| 5  | 2 tháng 2 năm 2018                                                  | 978-4-75-800979-9                                                                                                   |
| 6  | 31 tháng 7 năm 2018                                                 | 978-4-75-800987-4                                                                                                   |
| 7  | 29 tháng 3 năm 2019 (bản thường) 29 tháng 3 năm 2019 (bản đặc biệt) | 978-4-75-802019-0 (bản thường) / 978-4-75-802020-6 (bản đặc biệt) calling template requires template_name parameter |
| 8  | 13 tháng 13 năm 2019                                                | 978-4-75-802058-9                                                                                                   |
| 9  | 5 tháng 8 năm 2020                                                  | 978-4-75-802120-3                                                                                                   |
| 10 | 26 tháng 2, 2021 (bản thường) 26 tháng 2, 2021 (bản đặc biệt)       | 978-4-75-802188-3 (bản thường)/ 978-4-75-802189-0 bản đặc biệt calling template requires template_name parameter    |
| 11 | 14 tháng 10, 2021 (bản thường) 14 tháng 10, 2021 (bản đặc biệt)     | 978-4-75-802281-1 (bản thường) / 978-4-75-802282-8 (bản đặc biệt) calling template requires template_name parameter |

### Anime
Một anime truyền hình dài tập của A-1 Pictures được lên sóng từ 13 tháng 4 đến 22 tháng 6, 2018 trên Fuji TV. Anime được đạo diễn bởi Yoshimasa Hiraike, ông cũng giám sát các kịch bản. Takahiro Yasuda thiết kế các nhân vật, còn Akimitsu Honma sáng tác nhạc. Bài hát chủ đề mở đầu có tiêu đề "Fiction" (フィクション) do Sumika trình bày và bài hát chủ đề kết thúc đầu tiên và thứ hai có tiêu đề lần lượt là "Kimi no Tonari" (キミの隣 n.đ. "Next to You") và "Ashita mo Mata" (明日もまた) (tập 9) được thực hiện bởi halca. Amazon truyền phát trực tiếp loạt anime trên dịch vụ Amazon Video. Sêri được phát sóng trong 11 tập.. Một OVA có tựa đề "Youth" được phát hành vào ngày 29 tháng 3 năm 2019 trùng với ngày phát hành tập thứ bảy của manga.

#### Danh sách tập
| STT | Tên                                                                        | Đạo diễn               | Sáng tác          | Ngày phát sóng chính thức |
| --- | -------------------------------------------------------------------------- | ---------------------- | ----------------- | ------------------------- |
| 1   | "Narumi to Hirotaka no Saikai. Soshite..." (成海と宏嵩の再会。そして...)   | Daisuke Takashima      | Yoshimasa Hiraike | 13 tháng 4 năm 2018       |
| 2   | "Koibito? Hajimemashita" (恋人？始めました)                                | Matsuo Asami           | Yoshimasa Hiraike | 20 tháng 4 năm 2018       |
| 3   | "Sokubai-kai to Gēmu-kai" (即売会とゲーム会)                               | Gō Tobita              | Tomoko Shinozuka  | 27 tháng 4 năm 2018       |
| 4   | "Otona no Koi mo Muzukashī?" (オトナの恋も難しい？)                        | Satoshi Saga           | Seiko Takagi      | 4 tháng 5 năm 2018        |
| 5   | "Naoya Tōjō to Gēmu-kai Pātsu Ⅱ" (尚哉登場とゲーム会PartⅡ)                 | Jin Iwatsuki           | Tomoko Shinozuka  | 11 tháng 5 năm 2018       |
| 6   | "Yūutsuna Kurisumasu" (憂鬱なクリスマス)                                   | Kazuomi Koga           | Seiko Takagi      | 18 tháng 5 năm 2018       |
| 7   | "Netoge to, Sorezore no Yoru" (ネトゲと、それぞれの夜)                     | Daisuke Takashima      | Seiko Takagi      | 25 tháng 5 năm 2018       |
| 8   | "Nigatena kaminari to, Ki ni naru otoshigoro" (苦手な雷と、気になるお年頃) | Matsuo Asami           | Tomoko Shinozuka  | 1 tháng 6 năm 2018        |
| 9   | "Dēto e ikou yo!" (デートへ行こうよ！)                                     | Jin Iwatsuki           | Yoshimasa Hiraike | 8 tháng 6 năm 2018        |
| 10  | "Kō-kun Tōjō to Netoge Ribenji" (光くん登場とネトゲリベンジ)               | Gō Tobita Satoshi Saga | Seiko Takagi      | 15 tháng 6 năm 2018       |
| 11  | "Wotaku ni Koi wa Muzukashī" (ヲタクに恋は難しい)                          | Daisuke Takashima      | Tomoko Shinozuka  | 22 tháng 6 năm 2018       |

### Phim
Vào ngày 26 tháng 7 năm 2018, một video quảng bá cho tập thứ sáu của manga cũng tiết lộ rằng một bộ phim chuyển thể người đóng đang được sản xuất.
Vào ngày 18 tháng 9 năm 2018, dàn diễn viên cho bộ phim người đóng đã được tiết lộ, Mitsuki Takahata và Kento Yamazaki sẽ đóng vai chính lần lượt thủ vai Narumi và Hirotaka. Bộ phim được phân phối bởi Toho tại các rạp chiếu phim Nhật Bản vào năm 2020.
Vào ngày 28 tháng 7 năm 2019, đã có thêm nhiều diễn viên được tiết lộ, Nanao vào vai Koyanagi Hanakovà Saitō Takumi vào vai Kabakura Tarō.

## Tiếp nhận
Tập sách tổng hợp của manga thường được xếp hạng trên Oricon. Tập 2 được xếp hạng đầu tiên và đã bán được tới 208.765 bản trong tuần đầu tiên.. Tập 3 được xếp hạng thứ tư và đã bán được tới 209.102 bản trong tuần đầu tiên. Tập 4 được xếp hạng đầu tiên và đã bán được tới 283.523 bản trong tuần đầu tiên.. Bộ truyện tranh có tới 4.2 triệu bản sao được in ấn và bán ra tính tới 20 tháng 7, 2017. Nó được xếp hạng đầu tiên trong phiên bản 2016 của sách hướng dẫn Kono Manga ga Sugoi! (Manga này thật tuyệt!). Manga được xếp hạng thứ chín trong cuộc thăm dò Zenkoku Shotenin ga Eranda Osusume Comic 2017 (Truyện tranh được đề xuất cho nhân viên toàn quốc năm 2017) vào ngày 1 tháng 2 năm 2017. Nó được đề cử cho lần Kodansha Manga Award thứ 41 trong thể loại Manga chung hay nhất. Vào tháng 9 năm 2017, manga giành chiến thắng trong cuộc Bầu cử tổng quát về Manga Web.